# Cristina de Sayn-Wittgenstein-Homburg
Cristina de Sayn-Wittgenstein-Homburg o Christiane Elisabeth von Sayn-Wittgenstein (Homburg, Alemanya, 27 d'agost de 1646 - Weilburg, 19 d'abril de 1678) va ser una noble alemanya filla del comte Ernest (1599-1649) i de Cristina de Waldeck-Wildungen (1614-1679).
El 26 de maig de 1663 es va casar a Homburg amb Frederic de Nassau-Weilburg (1640-1675), fill del comte Ernest Casimir (1607-1655) i de la comtessa de Sayn-Wittgenstein Anna (1610-1656). Va tenir tres fills. El seu fill més gran, Joan Ernest, va ser comte i príncep de Nassau-Weilburg, casat amb Maria Polyxena de Leiningen-Dagsburg-Hartenburg (1662-1725). Els altres fills foren Guillem Frederic (1665-1684) i Maria Cristina (1666-1734).